# Locmélar
Locmélar (en bretó Lokmelar) és un municipi francès, situat a la regió de Bretanya, al departament de Finisterre. L'any 2006 tenia 426 habitants.

## Demografia
| 1962                                       | 1968 | 1975 | 1982 | 1990 | 1999 |
| ------------------------------------------ | ---- | ---- | ---- | ---- | ---- |
| 470                                        | 445  | 356  | 349  | 455  | 469  |
| Des de 1962: població sense dobles comptes |      |      |      |      |      |

## Administració
| Període   | Identitat         | Partit |
| --------- | ----------------- | ------ |
| 2001-2008 | Henri Therin      |        |
| 2008-     | Roger Kerambloc'h |        |